# Космос-7
Космос-7 је један од преко 2400 совјетских вјештачких сателита лансираних у оквиру програма Космос.
Космос-7 је лансиран са космодрома Тјуратам, Бајконур, СССР, 28. јула 1962. Ракета-носач Р-7 Семјорка (рус. Семёрка) (8К71, НАТО ознака SS-6 Sapwood) са додатим степеном је поставила сателит у орбиту око планете Земље. Маса сателита при лансирању је износила 4600 килограма. Космос-7 је био сателит намијењен за истраживање космоса, Земље, и горњих слојева атмосфере.

## Кориштени подаци
- НАСА подаци о сателиту